# Kacper Śpiewak
Kacper Śpiewak (ur. 30 maja 2000 w Stalowej Woli) – polski piłkarz występujący na pozycji napastnika w Polonii Warszawa. Dwukrotny młodzieżowy reprezentant Polski.
Śpiewak rozpoczął karierę jako środkowy obrońca w Stali Stalowa Wola, z czasem zaczynając występować jako napastnik. W ciągu swojej kariery w Stali Stalowa Wola strzelił osiem goli w 25 meczach, nie uchroniło to jego klubu przed spadkiem do III ligi. W sierpniu 2020 roku Śpiewak dołączył do Bruk-Betu Termalica Nieciecza, w którym w pierwszym sezonie uzyskał awans do Ekstraklasy. W sezonie 2021/2022 zdobył dwa gole w 28 meczach, z klubem spadł do I ligi. W sezonie 2022/2023 wszedł do baraży o awans do Ekstraklasy, w lidze zagrał 24 razy, zdobył 1 gola. W 2023 przeniósł się z Niecieczy do Motoru Lublin.

## Kariera klubowa

### Stal Stalowa Wola
Śpiewak rozpoczął seniorską karierę w Stali Stalowa Wola jako środkowy obrońca, z czasem zaczął występować w niej jako napastnik. 
W klubie ze Stalowej Woli zadebiutował 30 lipca 2017 roku, wchodząc na boisku w 90. minucie ligowego spotkania przeciwko Gryfowi Wejherowo (1:1). 3 czerwca 2020 roku strzelił swoje pierwsze dwie bramki dla klubu, w 89. i 90. minucie, doprowadzając do remisu w domowym spotkaniu przeciwko Olimpii Elbląg. Sezon 2019/2020 zakończył z dwudziestoma pięcioma meczami (23 ligowe) i ośmioma golami (wszystkie ligowe). Nie uchroniło to Stali przed spadkiem do III ligi, gr. IV. 
Sezon 2020/2021 rozpoczął od wygranego 3:1 meczu w Pucharze Polski przeciwko Skrze Częstochowa, w którym zdobył jedną bramkę. Jego drugim, i ostatnim przed odejściem do Niecieczy, spotkaniem w barwach „Stalówki” był przegrany 1:3 ligowy pojedynek przeciwko Avii Świdnik.

### Bruk-Bet Termalica Nieciecza
19 sierpnia 2020 roku ogłoszono, że wskutek aktywowania klauzuli odstępnego, został piłkarzem Bruk-Betu Termalica Nieciecza, z którym w pierwszym sezonie awansował do Ekstraklasy. Pierwszy mecz na najwyższym szczeblu rozgrywkowym zagrał 23 lipca 2021, w zremisowanym 1:1 meczu przeciwko Stali Mielec (Śpiewak wszedł na boisko w 85. minucie). W sezonie 2021/2022, w którym zagrał 28 meczów, zdobywając 2 gole (w 9. kolejce przeciwko Górnikowi Zabrze, w 13. kolejce przeciwko Śląskowi Wrocław), Śpiewak razem z Bruk-Betem spadł do I ligi.
Sezon 2022/2023 Śpiewak rozpoczął od udziału w spotkaniu I ligi przeciwko Odrze Opole, w którym wszedł na boisko w 79. minucie. Brał również udział w rozgrywkach Pucharu Polski, występując przez 96 minut w przegranym meczu I rundy przeciwko Legii Warszawa (porażka 2:3 po dogrywce). W sezonie 2022/2023 Śpiewak rozegrał 24 ligowych meczów, zdobył jednego gola (bramka na 2:1 w meczu ostatniej kolejki przeciwko Arce Gdynia), Nieciecza zakończyła sezon na miejscu trzecim, kwalifikując się do baraży o Ekstraklasę. W ich półfinale, Śpiewak rozegrał 45 minut, w wygranym 1:0 domowym meczu przeciwko Stali Rzeszów.

### Motor Lublin
21 czerwca 2023 podpisał dwuletni kontrakt z opcją przedłużenia z występującym w I lidze Motorem Lublin. W sezonie 2023/2024 awansował z nim do Ekstraklasy, występując w 21 meczach I ligi, strzelając dwa gole (z B-B T. Niecieczą i Zagłębiem S.). 7 stycznia 2025 roku klub ogłosił rozwiązanie kontraktu za porozumieniem stron.

### Polonia Warszawa
8 stycznia 2025, dzień po rozwiązaniu kontraktu z Motorem Lublin, Śpiewak został zaprezentowany jako nowy zawodnik I–ligowej Polonii Warszawa, podpisując kontrakt do końca grudnia 2025.

## Kariera reprezentacyjna
Rozegrał dwa mecze w reprezentacji Polski U-21. Zadebiutował 12 listopada 2021 w meczu eliminacji do Mistrzostw Europy z Niemcami U-21, wygranym 4:0 W swoim drugim występie w kadrze młodzieżowej, również eliminacyjnym, przeciwko Łotwie U-21, zdobył swoje pierwsze dwie bramki dla Polski; spotkanie zakończyło się wygraną biało-czerwonych 5:0.

## Statystyki

### Klubowe
(aktualne na dzień 20 maja 2024)
| Klub                         | Sezon              | Liga               | Liga  | Liga   | Puchar kraju | Puchar kraju | Inne  | Inne   | Suma  | Suma   |
| Klub                         | Sezon              | Liga               | Mecze | Bramki | Mecze        | Bramki       | Mecze | Bramki | Mecze | Bramki |
| ---------------------------- | ------------------ | ------------------ | ----- | ------ | ------------ | ------------ | ----- | ------ | ----- | ------ |
| Stal Stalowa Wola            | 2017/2018          | II liga            | 4     | 0      | 0            | 0            | 0     | 0      | 4     | 0      |
| Stal Stalowa Wola            | 2018/2019          | II liga            | 4     | 0      | 1            | 0            | 0     | 0      | 5     | 0      |
| Stal Stalowa Wola            | 2019/2020          | II liga            | 23    | 8      | 2            | 0            | 0     | 0      | 25    | 8      |
| Stal Stalowa Wola            | 2020/2021          | III liga, gr. IV   | 1     | 0      | 1            | 1            | 0     | 0      | 2     | 1      |
| Stal Stalowa Wola            | Ogólnie            | Ogólnie            | 32    | 8      | 4            | 1            | 0     | 0      | 36    | 9      |
| Bruk-Bet Termalica Nieciecza | 2020/2021          | I liga             | 30    | 6      | 2            | 1            | 0     | 0      | 32    | 7      |
| Bruk-Bet Termalica Nieciecza | 2021/2022          | Ekstraklasa        | 28    | 2      | 2            | 0            | 0     | 0      | 30    | 2      |
| Bruk-Bet Termalica Nieciecza | 2022/2023          | I liga             | 24    | 1      | 1            | 0            | 1     | 0      | 26    | 1      |
| Bruk-Bet Termalica Nieciecza | Ogólnie            | Ogólnie            | 82    | 9      | 5            | 1            | 1     | 0      | 88    | 10     |
| Motor Lublin                 | 2023/2024          | I liga             | 21    | 2      | 1            | 0            | 0     | 0      | 22    | 2      |
| Ogólnie w karierze           | Ogólnie w karierze | Ogólnie w karierze | 135   | 19     | 10           | 2            | 1     | 0      | 146   | 21     |